# Лукавица (Челић)
Лукавица је насељено мјесто у Босни и Херцеговини, у општини Челић, које административно припада Федерацији Босне и Херцеговине. Према попису становништва из 2013. у насељу је живјело 89 становника.

## Становништво
Према попису становништва из 1991. године, мјесто је имало 687 становника.
| Демографија | Демографија | Демографија |
| Година      | Становника  | Становника  |
| ----------- | ----------- | ----------- |
| 1961.       | 631         |             |
| 1971.       | 728         |             |
| 1981.       | 835         |             |
| 1991.       | 687         |             |
| 2013.       | 89          |             |